# Massacre na Escola Vladislav Ribnikar
O massacre na Escola Vladislav Ribnikar foi um ataque ocorrido em 3 de maio de 2023 em Belgrado, Sérvia. O crime foi cometido por Kosta Kecmanovic, um adolescente de 13 anos, que matou 9 adolescentes e 1 segurança usando a arma do pai, no que foi o primeiro crime deste tipo no país.

## Contexto
A Sérvia é o terceiro país com mais armas per capita no mundo. Segundo a Euronews "na Sérvia e nos Balcãs, os massacres com armas de fogo são raros, apesar da profusão de armas devido às guerras que resultaram do desmembramento da antiga Iugoslávia".

## Crime e vítimas
Na manhã de 3 de maio, Kosta entrou na escola onde pouco tempo depois matou  o segurança Dragan Vlahović, após o mesmo ter mandado ele para a sala de aula. Começou em seguida a disparar tentando primeiro alcançar alguém da sua lista, mas não muito depois começou a atirar em toda a gente que lhe aparecia à frente.
Segundo informações posteriores, ele planejou o crime por cerca de um mês, tendo feito um mapa da escola e uma lista com os nomes de 15 alunos que queria matar. Deveriam ser 16 alunos na lista, mas um deles foi riscado. É alegado que o/a aluno/a tenha sido retirado da lista por ter elogiado o casaco de Kosta. No crime ele usou a arma do pai, que era legalizada, tendo praticado aulas de tiro semanas antes. Além disto, ele carregava outra arma e quatro coquetéis molotov numa mochila.
Os pais e o jovem foram presos. Kosta foi enviado para uma clínica psiquiátrica e não poderá ser responsabilizado, já que a maioridade penal no país é de 14 anos. .

### Autor
Segundo alguns veículos de imprensa, Kosta Kecmanovic (nascido em 30 de julho de 2009) teria dito, após chamar a polícia e ser preso, "pena que não matei todos eles" e "não foi difícil para mim matá-los", o que teria chocado os assistentes sociais e policiais que tomaram seu depoimento.
Segundo o jornal Balkan Insight, usando informaçõs dos tablóides Informer e Kurir, ele teria cometido o crime pouco antes de completar 14 anos (faria aniversário em 30 de julho) para evitar ser responsabilidade criminalmente e que "os assistentes sociais se sentiram mal ao ouvir o testemunho a sangue frio do assassino". 

### Vítimas
As vítimas fatais foram:
- Dragan Vlahović (53 anos)

- Adriana Dukić (14 anos)
- Andrija Čikić (14 anos)
- Ana Božović (11 anos)
- Angelina Acimović (14 anos)
- Bojana Asović (11 anos)
- Ema Kobiljski (14 anos)
- Katarina Martinović (12 anos)
- Mara Anđelković (13 anos)
- Sofija Negić (14 anos)

Outros seis alunos e um professor de história também ficaram feridos. 

## Reações
Aleksandar Vucic, presidente da Sérvia, disse que aquele era "o dia mais difícil da história moderna de nosso país". Ele também disse que a ser maioridade penal poderia ser reduzida para 12 anos após o incidente.
O papa enviou um comunicado ao presidente, expressando suas condolências. "Ao tomar conhecimento do recente tiroteio na escola primária “Vladislav Ribnikar” em Belgrado, na Sérvia, Sua Santidade sentiu profunda tristeza", diz parte do texto.

Luka Doncic, jogador esloveno de basquete que atua no Dallas Maverick, NBA, se ofereceu para pagar, através de sua fundação, os funerais das vítimas fatais e os custos dos tratamentos psicológicos para os sobreviventes.

<small>Centenas de pessoas deixaram homenagens em frente à escola</small>
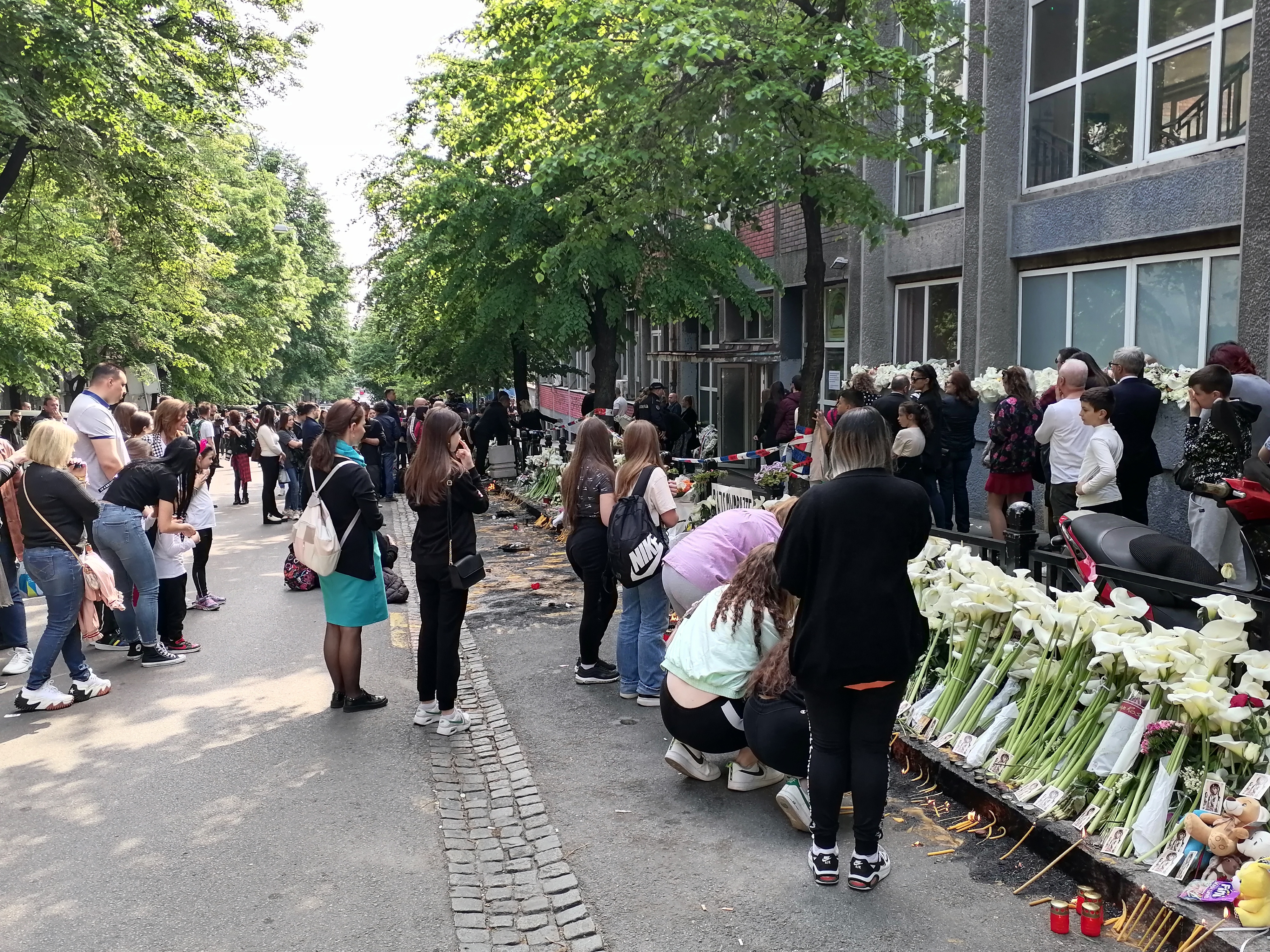
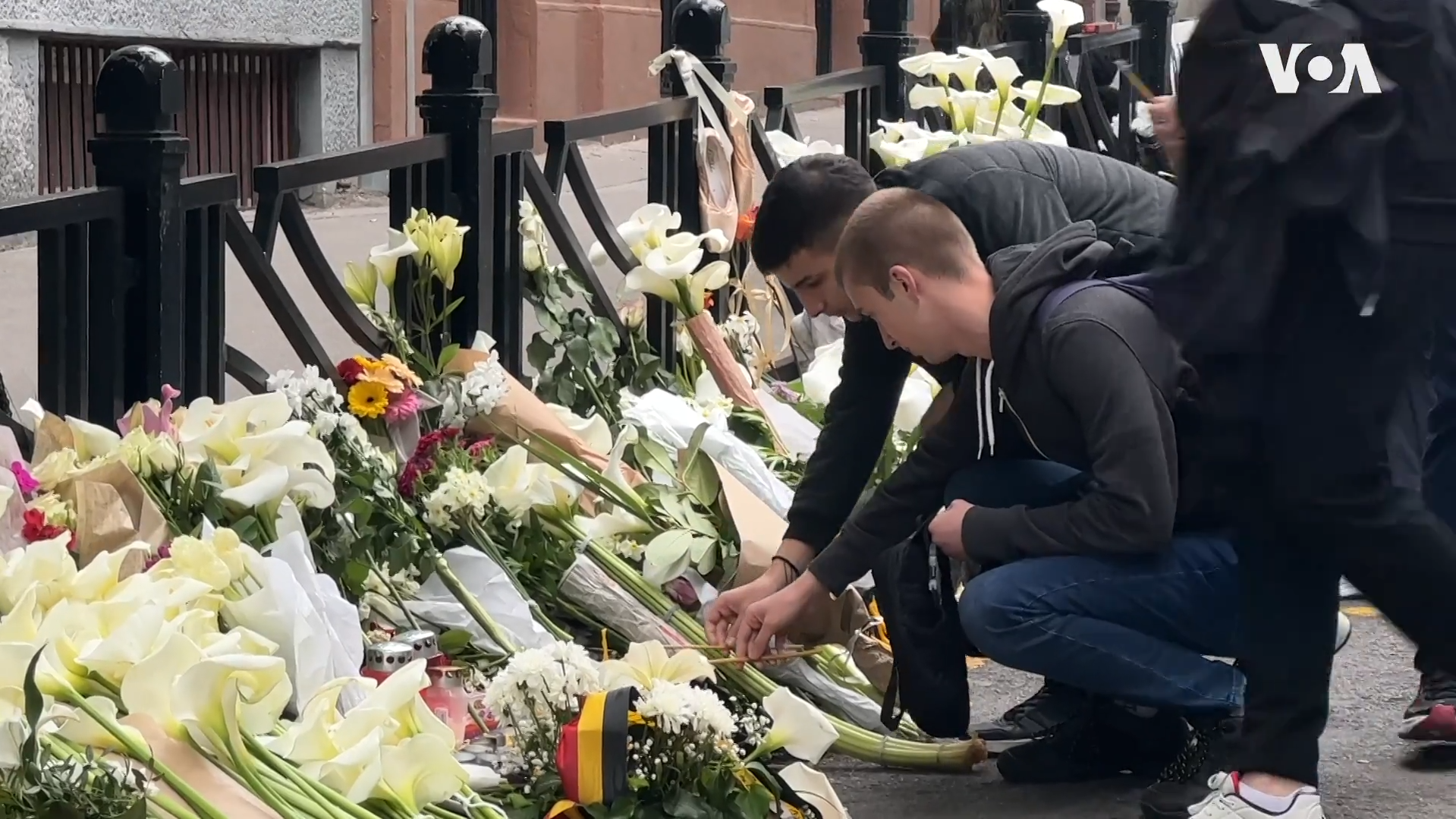
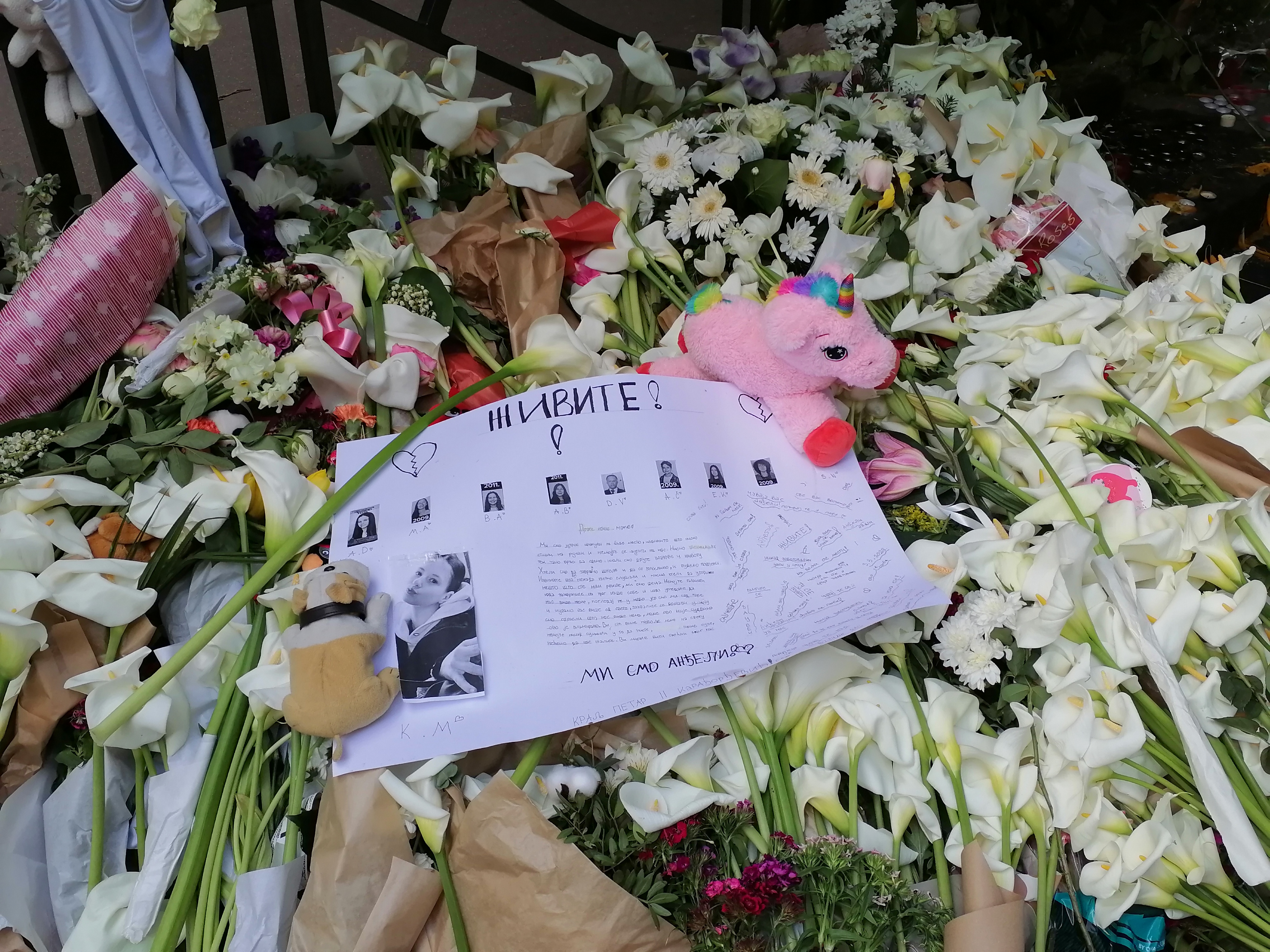

### Críticas à imprensa
Parte dos veículos de imprensa recebeu criticas por revelar detalhes da investigação, incluindo as falas do assassino. Além disto, alguns veículos teriam, erroneamente, dado o nome de outras escolas próximas e dito que o professor de história que ficou ferido teria morrido. Jovana Gligorijevic, membro do “Jornalistas Femininas contra a Violência” [Novinarke protiv nasilja], disse  a mídia cobriu o crime como qualquer outro, mas que "foi aí que aconteceram os maiores erros", reporta o jornal sérvio BalkanInsigh.

## Desdobramentos
O governo da Sérvia lançou dias um programa para para combater a violência, sendo que a medida mais importante é o desarmamento da Sérvia e até o dia 18 de maio 25 escolas de tiro tinha sido vistoriadas e 26.339 armas haviam sido entregues voluntariamente. O policiamento nas escolas também foi reforçados e diretores de 205 escolas consideradas com a segurança mais vulnerável foram contatados. 
Também houve protestos públicos em Belgrado onde milhares de pessoas criticaram a atuação do governo frente ao massacre e outro, o de Mladenovac e Smederevo, que aconteceu um dia depois. Segundo a VOA News, os manifestantes exigiam a renúncia de do presidente Vucic, do ministro do Interior, Bratislav Gasic, e do chefe da Agência de Inteligência de Segurança, Aleksandar Vulin, e a revogação das licenças de transmissão de duas redes de TV que, segundo eles, promovem a violência e glorificam figuras do crime.  

O Ministério da Educação também tornou a ida à escola facultativa. "Qualquer criança que não se sinta preparada para frequentar as aulas e que necessite de apoio terá isto assegurado por profissionais . (...) Cada pai tem a opção, a qualquer momento, de alterar a decisão de acordo com os sentimentos atuais de seu filho", diz o comunicado. 